# 八里铺镇
八里铺镇，是中华人民共和国甘肃省定西市临洮县下辖的一个乡镇级行政单位。

## 行政区划
八里铺镇下辖以下地区：
王家大庄村、雍家庄村、上街村、下街村、水渠村、孙家大庄村、张家庄村、白茨湾村、王家磨村、廿铺村、宿郑家坪村、窑沟村、高庙村、沿川村、菜子庙村、上泉村、周阳洼村和火石沟村。